# バガージマヌパナス
『バガージマヌパナス』は、池上永一による日本の小説作品。著者のデビュー作である。
2000年、栗原まもる作画で漫画化された。

## 概要
タイトルの「バガージマヌパナス」とは、石垣島の言葉でわたしの島のはなしという意味である。
1994年、第6回日本ファンタジーノベル大賞を受賞した。当時著者は早稲田大学在学中であったため、学内の学生褒賞である小野梓記念賞も受賞した。
メディアミックスとして、コミカライズが『ザ・デザート』（講談社）1999年12月号及び、2000年2月号に掲載された。
作者は本作以降も多数の沖縄を舞台とした作品を発表しているが、本作の主人公の綾乃は、今まで自身が輩出した作品の登場人物の中で作者が最も気に入っている人物であると言う。

## あらすじ
仲宗根綾乃・19歳。高校卒業後、進学もせず、就職もせず、86歳の親友・オージャーガンマーとひたすらだらだらと過ごしていた。
綾乃は連日、同じ夢を見ていた。それは、『ユタにならなければ神罰が下る』というものだった。
かつて、親友のオージャーガンマーにも下されたというそのお告げ。オージャーガンマーは、綾乃を「ユタになった方がよい」と諭すが……。

## 登場人物
仲宗根 綾乃（なかそね あやの）
19歳。無職。黒髪と色白の肌が印象的な美人。「島人（しまんちゅ）の道」（＝何もせずダラダラ生きること）に生涯を捧げようと思っており、目標を持たないことを目標とする。ユタになる気などさらさらなく、お告げを与える神様にも不遜な態度を取ってのらりくらりとかわしていたが、脅迫まがいのことをされ、仕方なくユタになることに。
子どもの頃は喘息持ちで、体が弱く、学校を休みがちだった。曾祖母以来のユタの資質に恵まれ、霊能力がある。5歳の時に、悪霊に取り憑かれた友だちに忠告したが、信じて貰えないどころか、気持ち悪がられ、それ以来、自分の力を疎むようになった。
フランスは宮古島の一部だ、など多くの嘘をオージャーガンマーに吹き込んでいる。1年の内、旧盆の日だけは活発に働き、仲宗根家のトートーメーは島で一番悪趣味な装飾と名高いものとなり、観光客も多数訪れる。
オージャーガンマー
86歳の老婆。綾乃の親友。ノーパンでいることが多い。姉が一人いる。オージャーガンマーとは、「大謝（オージャー）家の次女」という意味で本名は大謝カマドゥ。
67年前、綾乃と同じようにユタになるようお告げを受けたが、とんでもない方法でそれを回避した。
仲村渠 カニメガ（なかんだかり カニメガ）
島一番の実力を持つユタ。55歳。三白眼でいかり肩。ユタとしての資質は抜群だが、守銭奴で、毎日様々な家を「拝み不足」と言って回り、半ば強引に拝んでいく（もちろん料金が発生する）。大謝家に拝みに訪れた際に多大なる屈辱を受け、未だに根に持っている。
ユタになる前は、コザの基地内にあるロッククラブでメアリーと名乗り、唄を歌っていた。米兵からも大変人気があった。
神様
過去にはオージャーガンマーに、現在は綾乃にユタになるようお告げを下す。女性の姿をしている。刑務所の内情に詳しいなど、妙に人間くさいところがある。
仲宗根 ナビー（なかそね ナビー）
綾乃の祖母。綾乃が5歳の時に亡くなった。母親がユタだった。気品があり落ち着いた女性で、綾乃の能力の唯一の理解者であった。「綾乃」という名前は日本に（本土に）出ても恥ずかしくないように、とナビーが名付けた名である。
仲栄真 マヤ（なかえま マヤ）
綾乃が子どもの頃遊んでいた友だち。家の拝み不足が原因で悪霊に取り憑かれ、綾乃が忠告したが、信じて貰えず、亡くなった。

## 書籍情報
- 単行本：1994年12月発行、新潮社、ISBN 4-10-401901-1（絶版）
- 文庫本（改題『バガージマヌパナス わが島のはなし』）
  - 1998年12月10日発行、文春文庫、ISBN 4-16-761501-0
  - 2010年01月23日発売、角川文庫、ISBN 978-4-04-364708-8
- 漫画『バガージマヌパナス 〜わたしの島の物語〜』：2000年3月13日発売[1]、講談社、ISBN 4-06-341079-X（絶版）